# Ordine di Makarios III
L'Ordine di Makarios III è un ordine cavalleresco cipriota.

## Storia
L'Ordine è stato istituito nel 1991 ed è dedicato al primo Presidente della Repubblica Makarios III.

## Classi
L'Ordine dispone delle seguenti classi di benemerenza:
- Gran Collare
- Gran Croce
- Gran Commendatore
- Commendatore
- Ufficiale
- Cavaliere

## Insegne
- L'insegna è un'aquila bicipite dorata con sul petto un medaglione con all'interno un'immagine del Presidente Makarios.
- Il nastro è blu con una striscia giallo per ciascun lato.